# Grampians Trophy 2021
|  | Per a altres significats, vegeu «Torneig de Melbourne 2021». |

El Torneig de Melbourne 2021, conegut oficialment com a Grampians Trophy 2021, és un esdeveniment tennístic sobre pista dura exterior inclòs dins els WTA 500 del circuit WTA. L'edició inaugural del torneig es va celebrar entre el 31 de gener el 6 de febrer de 2021 en el Melbourne Park de Melbourne, Austràlia.
Aquest torneig es va crear com a conseqüència de les mesures establertes pel govern australià per mitigar el contagi de la pandèmia de COVID-19. Es va disputar simultàniament dels torneigs Yarra Valley Classic i Gippsland Trophy en les mateixes instal·lacions de l'Open d'Austràlia per tal de reduir la mobilitat dels tennistes. Aquest torneig en concret es va crear perquè les 27 tennistes confinades a causa d'estar relacionades amb casos de COVID-19 poguessin realitzar una mínima preparació per l'Open d'Austràlia, i per aquest motiu només hi havia el quadre individual i començava uns dies més tard. La jornada del 4 de febrer, es va suspendre per la detecció d'un cas de COVID-19 en un treballador de l'hotel on s'allotjaven les tennistes, i poder mantenir en quarantena les jugadores. A causa de l'endarreriment del calendari, l'organització va decidir suspendre la final amb previsió que les semifinals es disputarien el diumenge, i el dilluns ja s'iniciava l'Open d'Austràlia, com a conseqüència, el títol quedava desert.

## Quadre individual femení

### Caps de sèrie
| CS | Tennistes         | Rànquing |
| -- | ----------------- | -------- |
| 1  | Bianca Andreescu  | 8        |
| 2  | Belinda Bencic    | 12       |
| 3  | Viktória Azàrenka | 13       |
| 4  | Ielena Ribàkina   | 19       |
| 5  | Maria Sakkari     | 22       |
| 6  | Anett Kontaveit   | 23       |
| 7  | Jennifer Brady    | 24       |
| 8  | Angelique Kerber  | 25       |
| 9  | Alison Riske      | 26       |

### Quadre
| 2a ronda | 2a ronda        | 2a ronda | 2a ronda | 2a ronda |  |   | Quarts de final | Quarts de final | Quarts de final | Quarts de final | Quarts de final |  |  | Semifinals | Semifinals   | Semifinals | Semifinals | Semifinals |  |  | Final | Final        | Final | Final | Final |
|          |                 |          |          |          |  |   |                 |                 |                 |                 |                 |  |  |            |              |            |            |            |  |  |       |              |       |       |       |
| 5        | M. Sakkari      | 6        | 6        |          |  |   |                 |                 |                 |                 |                 |  |  |            |              |            |            |            |  |  |       |              |       |       |       |
|          | L.A. Fernandez  | 2        | 2        |          |  |   | 5               | M. Sakkari      | 6               | 6               |                 |  |  |            |              |            |            |            |  |  |       |              |       |       |       |
|          | O. Jabeur       | 4        | 4        |          |  | 8 | A. Kerber       | 4               | 2               |                 |                 |  |  |            |              |            |            |            |  |  |       |              |       |       |       |
| 8        | A. Kerber       | 6        | 6        |          |  |   |                 |                 |                 |                 |                 |  |  | 5          | M. Sakkari   | 6          | 3          | [9]        |  |  |       |              |       |       |       |
| 3        | V. Azàrenka     | 6        | 1        | [11]     |  |   |                 |                 |                 |                 |                 |  |  | 6          | A. Kontaveit | 2          | 6          | [11]       |  |  |       |              |       |       |       |
|          | Y. Putintseva   | 4        | 6        | [9]      |  |   | 3               | V. Azàrenka     |                 |                 |                 |  |  |            |              |            |            |            |  |  |       |              |       |       |       |
|          | B. Mattek-Sands | 5        | 5        |          |  | 6 | A. Kontaveit    | w/o             |                 |                 |                 |  |  |            |              |            |            |            |  |  |       |              |       |       |       |
| 6        | A. Kontaveit    | 7        | 7        |          |  |   |                 |                 |                 |                 |                 |  |  |            |              |            |            |            |  |  | 6     | A. Kontaveit |       |       |       |
| 7        | J. Brady        | 6        | 6        |          |  |   |                 |                 |                 |                 |                 |  |  |            |              |            |            |            |  |  |       | A. Li        |       |       |       |
|          | M. Kostyuk      | 1        | 4        |          |  |   | 7               | J. Brady        | 7               | 6               |                 |  |  |            |              |            |            |            |  |  |       |              |       |       |       |
|          | B. Krejčíková   | 4        | 6        | [10]     |  |   | B. Krejčíková   | 6⁵              | 4               |                 |                 |  |  |            |              |            |            |            |  |  |       |              |       |       |       |
| 4        | I. Ribàkina     | 6        | 2        | [6]      |  |   |                 |                 |                 |                 |                 |  |  | 7          | J. Brady     | 6⁵         | 7          | [6]        |  |  |       |              |       |       |       |
|          | A. Li           | 7        | 6        |          |  |   |                 |                 |                 |                 |                 |  |  |            | A. Li        | 7          | 6⁵         | [10]       |  |  |       |              |       |       |       |
|          | V. Kudermétova  | 5        | 3        |          |  |   |                 | A. Li           | 6               | 6               |                 |  |  |            |              |            |            |            |  |  |       |              |       |       |       |
|          | S. Cîrstea      | 7        | 6        |          |  |   | S. Cîrstea      | 3               | 1               |                 |                 |  |  |            |              |            |            |            |  |  |       |              |       |       |       |
| 2        | B. Bencic       | 5        | 2        |          |  |   |                 |                 |                 |                 |                 |  |  |            |              |            |            |            |  |  |       |              |       |       |       |